# Hermine av Reuss-Greiz
Hermine av Reuss-Greiz, född 1887, död 1947, var en tysk furstinna, gift med exkejsar Vilhelm II av Tyskland. Hon kallades för kejsarinna av vissa monarkister under sitt äktenskap, trots att hennes make avsattes före deras giftermål. 
Hon var dotter till furst Henrik XXII av Reuss-Greiz och Ida av Schaumburg-Lippe. Hon gifte sig 1907 med furst Johann George Ludwig Ferdinand August av Schönaich-Carolath. Paret fick fem barn. Hon blev änka 1920.  
Hon gifte sig 1922 med exkejsar Vilhelm II av Tyskland. Hermine uppges redan under sin uppväxt ha drömt om att gifta sig med kejsaren. De hade lärt känna varandra 1922, då hon besökte honom med sin son i hans exil i Nederländerna under hans första födelsedag sedan han hade blivit änkling. Giftermålet ogillades av både exkejsarens barn och av monarkister. 
Vilhelms läkare uppgav senare att han var övertygad om att Hermine hade gift sig med Vilhelm endast av den felaktiga tron att hon skulle bli kejsarinna, och blev bitter då hon upptäckte att så inte var fallet. Hon bosatte sig med Vilhelm i hans exil på slottet Huis Doorn i Nederländerna, och tog hand om Vilhelm till hans död 1941. Paret fick inga barn. Hon skötte hushållet på Huis Doorn, och upprätthöll kontakter med tyska monarkister. Hermine verkade för återupprättandet av den tyska monarkin. Hon uppfattade nazisterna som en kraft som var kapabel att återinföra monarkin, och tog redan 1928 kontakt med Adolf Hitler. 1931 och 1932 arrangerade hon två besök i Doorn för Hermann Göring. Hon uppgavs 1935 slutligen ha tappat tron på att samarbete med nazisterna skulle återupprätta monarkin. 
Efter Vilhelms död 1941 lämnade Hermine Nederländerna och återvände till Tyskland, där hon bosatte sig på sin första makes gods i Schlesien. Under Wisła-Oder-operationen i januari 1945 flydde hon till Thüringen. Hon greps av ryssarna och sattes under bevakning i en lägenhet i Frankfurt an der Oder. Hon avled av en hjärtattack under sin husarrest. 
Hon utgav 1927 sina memoarer, An Empress in Exile: My Days in Doorn. 